# Карл Райнър
Карл Райнър (на английски: Carl Reiner; 20 март 1922 г. – 29 юни 2020 г.) е американски актьор, режисьор, продуцент и сценарист с почти седемдесет годишна кариера.
В периода 1950 – 1957 играе и пише сценария на „Часът на Сийзър“ и Your Show of Shows с участието на Сид Сийзър. През 60-те години създава ситкома „Шоуто на Дик Ван Дайк“, в който играе Алън Брейди в някои епизоди. Също така е филмов режисьор и сценарист. Често работи със Стийв Мартин, включително и във филма „Мухльото“ през 1979 г.
Райнър си партнира с Мел Брукс в прочутия скеч „2000-годишният човек“ през 1960 г. Участва в „Беседката“ (1959), „Руснаците идват“ (1966) и в трите филма от трилогията „Бандата на Оушън“ (2001 – 2007).
През 1976 г. Райнър играе главната роля в сериала Good Heavens. По-късно гостува в редица сериали, измежду които „Луд съм по теб“, „Али Макбийл“, „Двама мъже и половина“, „Д-р Хаус“ и „Жега в Кливланд“.
Първият му син е режисьорът Роб Райнър. Дъщеря му Ани Райнър е певица, а вторият му син, Лукас Райнър, е художник.
Карл Райнър умира от естествена смърт на 29 юни 2020 г. на 98 годишна възраст в дома си в Бевърли Хилс.

## Избрана филмография
| Година | Филм                     | Оригинално заглавие          | Роля                                   | Режисьор  |
| ------ | ------------------------ | ---------------------------- | -------------------------------------- | --------- |
| 1983   | История на света: Част I | History of the World, Part I | Божият глас (не е посочен в надписите) | Мел Брукс |